# Paul Maurice Pallary
Paul Maurice Pallary (Mers-el-Kébir, 9 marzo 1869 – Orano, 9 gennaio 1942) è stato uno zoologo francese naturalizzato algerino.
La sua ricerca pionieristica sui molluschi si è concentrata principalmente nella parte occidentale del Mar Mediterraneo e nel Medio Oriente. Era uno scrittore prolifico sui molluschi. Ma i suoi interessi erano estesi anche ad altri campi: la zoologia, la geologia e in particolare la preistoria del Nord Africa. Egli divenne noto come il "decano della preistoria del Nord Africa". Nel 1892 ha scoperto, insieme a François Doumergue, diverse grotte paleolitiche e neolitiche a Cuartel e Kouchet El Djir.
Ha dato il nome ad oltre 100 specie di molluschi e anche ad alcuni generi (Adansonia Pallary, 1902; Corbula (Physoida) Pallary, 1900; Orania Pallary, 1900).
Dieci specie sono stati chiamati in suo onore, alcuni dei quali sono diventati sinonimi:
- Arbacina allaryi Gauthier, 1897: sinonimo di Genocidaris maculata A. Agassiz, 1869
- Cirsotrema pallaryi de Boury, 1912: sinonimo di Cirsotrema cochlea (Sowerby G.B. II, 1844)
- Columbella pallaryi Dautzenberg, 1927: sinonimo Mitrella pallaryi (Dautzenberg, 1927)
- Cythara pallaryi Nordsieck, 1977: sinonimo di Mangiliella pallaryi (Nordsieck, 1977) accettato come Mangelia pallaryi (Nordsieck, 1977)
- Mangelia pallaryi (Nordsieck, 1977)
- Mangiliella pallaryi (Nordsieck, 1977) : sinonimo di Mangelia pallaryi (Nordsieck, 1977)
- Mitrella pallaryi (Dautzenberg, 1927)
- Raphitoma pallaryi Nordsieck, 1977
- Salmo pallaryi Pellegrin, 1924: sinonimo di Salmo trutta macrostigma (Duméril, 1858)
- Turbonilla pallaryi Dautzenberg, 1910

## Pubblicazioni
- Les faunes malacologiques pliocène et quaternaire des environs d’Oran. – Comptes r. Assoc. franç. Avanc. Sci. [Marseille], 20 (1): 202-203, 1891
- Les faunes malacologiques pliocène et quaternaire des environs d’Oran. – Comptes r. Assoc. franç. Avanc. Sci. [Marseille], 20 (2): 383-387, 1891
- Hélices nouvelles du département d’Oran. – Comptes r. Assoc. franç. Avanc. Sci. [Caen], 23 (1): 178-179., 1894
- Deuxième contribution à l'étude de la faune malacologique du Nord Ouest de l'Afrique, Journal de Conchyliologie, Paris 1898
- Les cyclostomes du nord-ouest de l'Afrique, La Feuille des Jeunes Naturalistes, 1898
- Coquilles marines du littoral du département d'Oran, Journal de Conchyliologie, Paris 1900
- Sur les mollusques fossiles terrestres, fluviatiles et saumatres de l'Algérie, P. Naud, 1901
- Addition à la faune malacologique du golfe de Gabès, Journal de Conchylogie, Paris, 1904
- Caractères généraux des industries de la pierre dans l'Algérie occidentale, L'Homme Préhistorique, 3° année, nº 2, pp. 33–43, 1905
- Le préhistorique saharien, L Anthropologie, 1907
- Recherches palethnologiques sur le littoral du Maroc en 1906, L'Anthropologie, 1907
- Instructions pour les recherches préhistoriques dans le nord-ouest de l'Afrique, A. Jourdan, 1909
- Catalogue des mollusques du littoral méditerranéen de d'Égypte, Institut égyptien, 1912
- Sur la Faune de l'ancienne lagune de Tunis, Bull. Soc. Hist. nat. Afrique Nord, 1912
- Catalogue de la faune malacologique d'Égypte, Institut égyptien, 1913
- Supplément à la faune malacologique terrestre et fluviatile de l'Égypte, Imprimerie de l'Institut français, 1924
- Notes on some terrestrial mollusca from the hinterland of Makalla, The Geography and Geology of Makalla, South Arabia, 1925
- Explication des planches de JC Savigny, Imprimerie de l'Institut français, 1926
- Première addition à la faune malacologique de la Syrie, Imprimerie de l'Institut français, 1929
- Marie Jules-César Savigny: sa vie et son oeuvre, Impr. de l'Institut français, 1934
- Deuxième addition à la faune malacologique de la Syrie, Imprimerie de l'Institut français, 1939